# Tramvaje Tatra

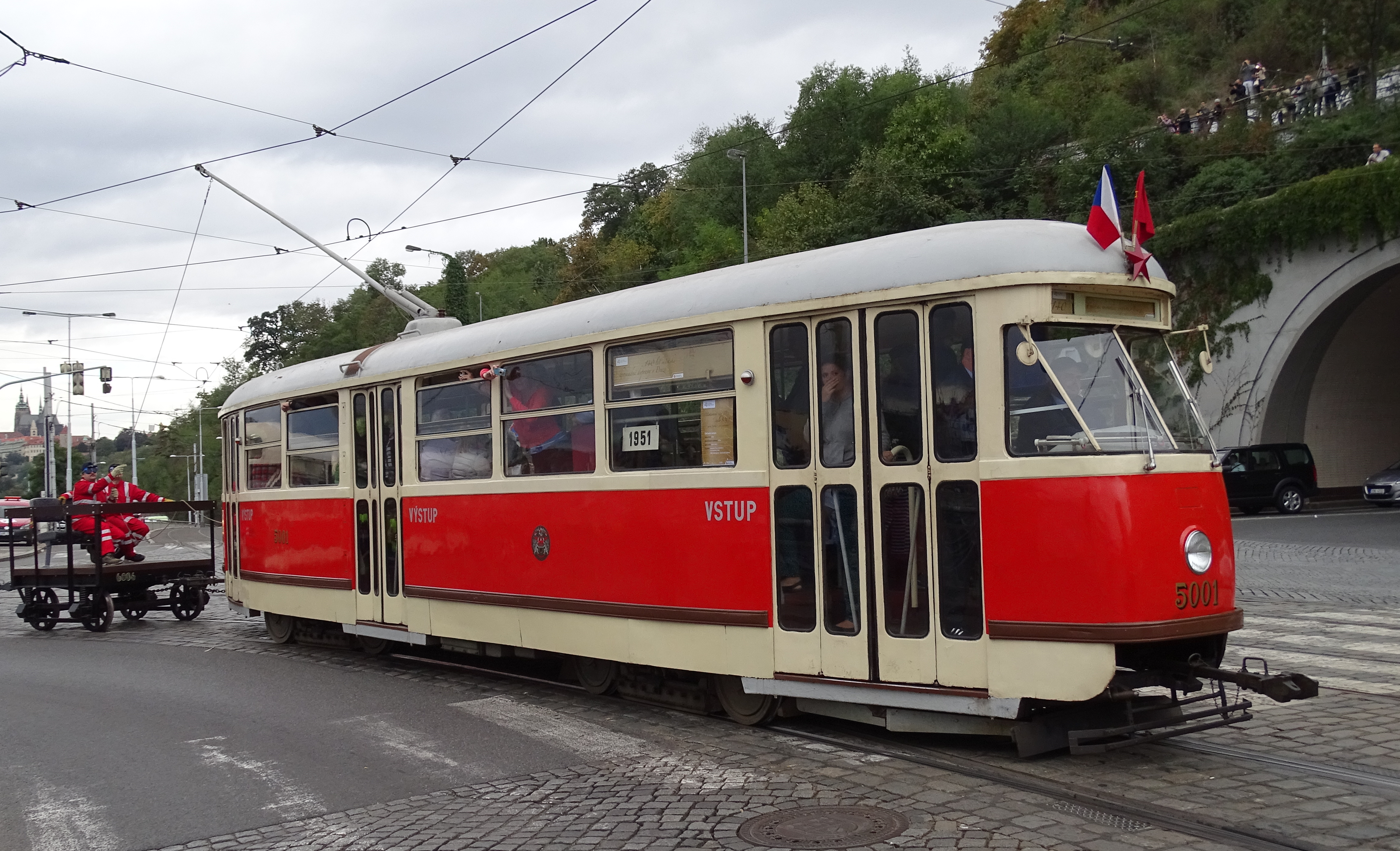
Nejstarší československá tramvaj koncepce PCC byla TI; její první prototyp po uvedení do původního vzhledu

V závodě Tatra Smíchov byly od roku 1951 vyráběny tramvaje americké koncepce PCC. Od roku 1963 byl závod začleněn do oborového podniku ČKD Praha, z jehož závodů už od začátku pocházely elektrické výzbroje vyráběných tramvají.

## Vývoj
Pražský koncern ČKD, který díky osobnosti Emila Kolbena těsně spolupracoval s americkým koncernem Westinghouse, před vypuknutím druhé světové války zakoupil ze Spojených států amerických dokumentaci pro výrobu tramvají podle koncepce PCC, kterou by mohl konkurovat tehdy největšímu výrobci tramvají v republice: Ringhofferovým závodům na Smíchově. Po poválečném znárodnění, kterým bylo Ringhofferovo impérium rozděleno, se však další jednání odehrávala právě v režii jednoho z bývalých Ringhofferových závodů, a to Tatry Smíchov. Konstrukční práce na prvním takovém typu československé tramvaje započaly v roce 1947, ale smlouva o spolupráci a licenčních poplatcích byla uzavřena až v květnu 1948 a tím spolupráce Tatry s americkými konstruktéry oficiálně skončila. Jedním z důvodů mohl být i fakt, že výrobce měl uhradit americké společnosti Transit Research Corporation (držiteli práv k PCC) nejen jednorázový poplatek 10 000 dolarů, ale i 100 dolarů za každý celý podvozek (tzn. 200 dolarů na 1 vůz) vyrobený v letech 1948–1950.
Konstrukční práce tak pokračovaly pomaleji a typ Tatra TI (později přejmenován na T1) spatřil světlo světa až v listopadu 1951. Vyrobena byla jedna ověřovací série tramvají T1 v počtu 25 kusů, jež byla testována v Praze. Tatra Smíchov byla finálním výrobcem, elektrickou výzbroj dodával závod ČKD Stalingrad. Vzhledem k nedostatku zkušeností s jejich výrobou se ale objevilo v provozu mnoho problémů. Typ T1 šel nakonec do sériové výroby v roce 1954 a dodáván byl téměř pouze pro potřeby československých dopravních podniků, výjimkou byly dvě exportní série pro polskou Varšavu a sovětský Rostov na Donu.
Jeho nástupcem se stal typ Tatra TII (později přejmenován na T2), zkonstruovaný roku 1954 a sériově vyráběný od roku 1957. Oproti předchozímu typu umožňoval zavázat podvozky i pro rozchod 1000/1067 mm (např. pro tramvajovou síť v Liberci, Ústí nad Labem nebo Bratislavě) a 1524 mm (pro export do různých měst SSSR). Vůz byl oproti T1 o 10 cm širší a tedy i prostornější, ale také o více než 1,5 tuny těžší, což způsobilo mnohde problémy (například v Ústí nad Labem zrychlené fyzické opotřebení tratí přispělo k rozhodnutí tramvajovou dopravu zrušit). Počínaje tímto typem je design tramvají Tatra dílem tatrováckého kreslíře a propagačního grafika Františka Kardause.
Největší úspěch přišel pak s typem Tatra T3, která byla od počátku konstruována pro velkosériovou výrobu. Oproti oběma předchozím typům byla poněkud zjednodušena a díky tomu také o dost lehčí (o 600 kg oproti T1 a o více než o 2 t oproti T2). Díky tomu bylo možné vyrábět těchto tramvají více, jak pro ČSSR, tak i na vývoz (především SSSR, v menší míře Jugoslávie a NDR). Typ T3 se tak stal, s přibližně 14 000 vyrobenými jednotkami, nejrozšířenějším typem tramvaje na celém světě. Vycházel z něj upravený typ Tatra T4, vzhledově se lišící pouze užší skříní a silnějšími rámy. Ten byl určen hlavně pro export (NDR, SFRJ). Kloubovou variantou k typu T3 byly typy K1, K2 a K5, jako vlečné vozy se vyráběly B3 a B4. Do měst Československa se tramvaje T3 přestaly dodávat v roce 1976; na východ však byly vyváženy byly až do konce let osmdesátých. Potřeba nových „té trojek“ pro tuzemsko byla po roce 1976 kryta exportním provedením pro Sovětský svaz (T3SU), později upraveným pro české a slovenské podmínky (T3SUCS). Během čtyřiceti let, kdy se tramvaje vycházející z PCC vyráběly, získaly stoprocentní postavení ve všech devíti tramvajových provozech v Československu.

### Další vývoj v sousedních zemích
V Sovětském svazu na základě typu T3 vyrobili vlastní PCC (KTM-5 ze závodu UKVZ). Ta se postupně rozšířila do většiny tramvajových provozů v celé zemi (avšak již v prvních sériích s velmi odlišnou vozovou skříní, která nahradila původní založenou na T3). Také v Polsku byly vyráběny tramvaje podle vzoru PCC/ČKD. V roce 1955 byly do Varšavy dodány dva vozy T1, na jejich základě pak byly postaveny vozy Konstal 13N.

## Seznam tramvají typu T
První typy, které vycházely z koncepce PCC, byly prakticky kopiemi svých amerických vzorů. To se týkalo zejména typu T1 a částečně taky jeho následovníka T2. Počínaje typem T5 se tramvaje Tatra odlišovaly od původních amerických zejména designem, zdokonalenou elektrickou výzbrojí a později novými kývačkovými podvozky; také byly zaváděny kloubové a vlečné vozy, uvedené níže. Typy jsou seřazeny chronologicky.

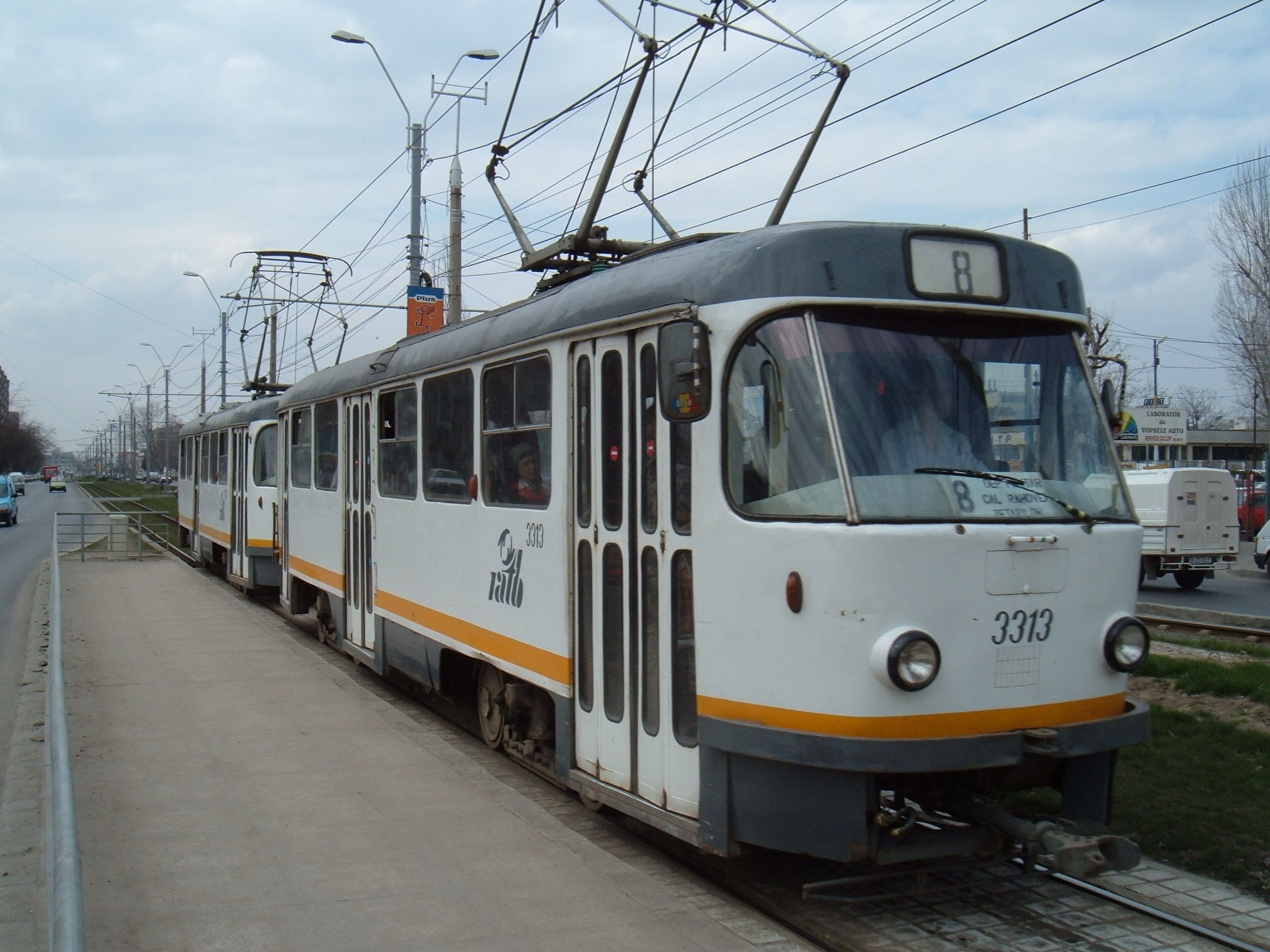
Souprava bukurešťských tramvají T4

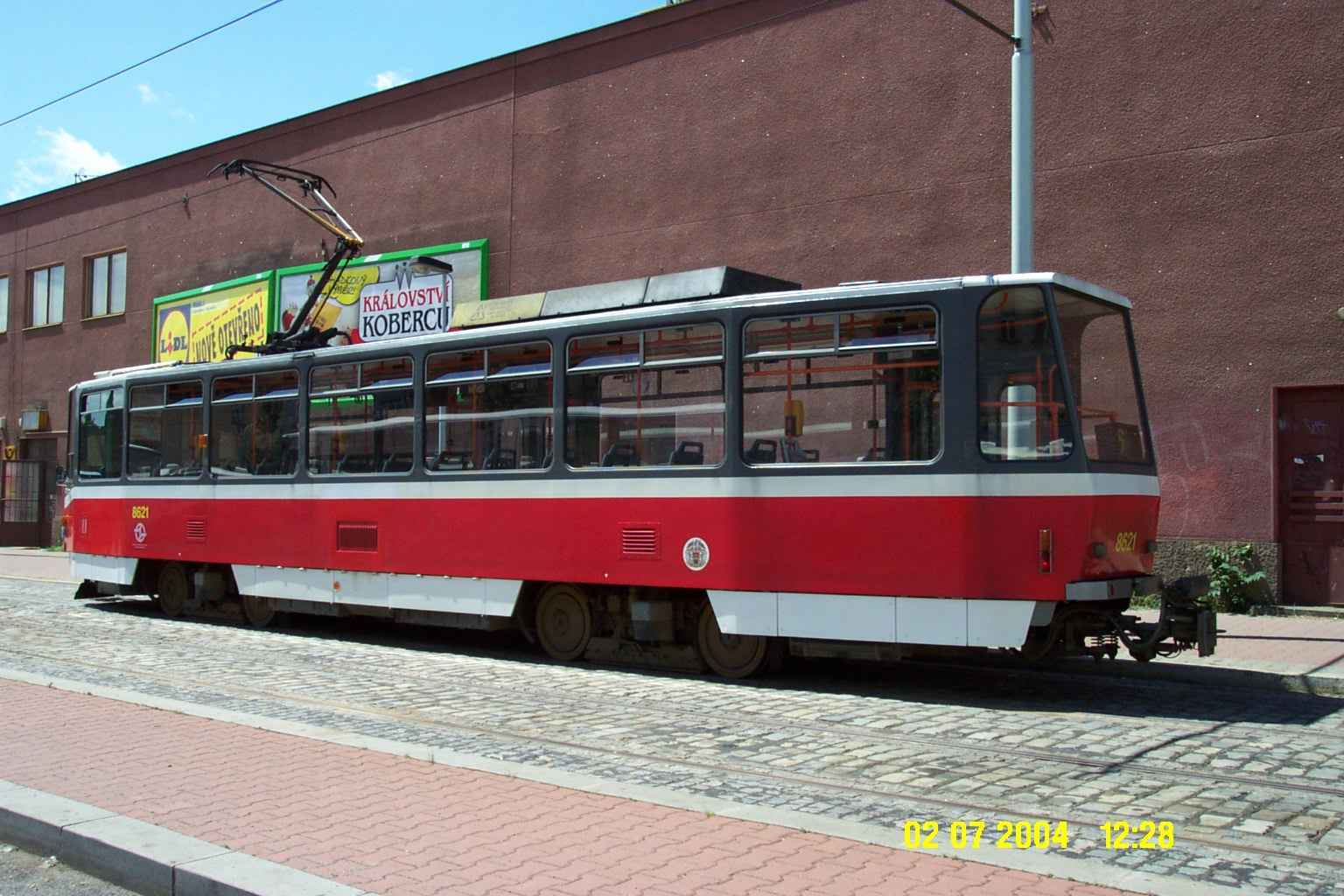
Pražský vůz Tatra T6A5

| Typ        | Roky výroby | Vyrobeno vozů | Poznámky                              |
| ---------- | ----------- | ------------- | ------------------------------------- |
| Tatra T1   | 1951 – 1958 | 287 kusů      |                                       |
| Tatra T2   | 1955 – 1962 | 771 kusů      |                                       |
| Tatra T3   | 1961 – 1997 | 14070 kusů    |                                       |
| Tatra T4   | 1967 – 1987 | 2635 kusů     |                                       |
| Tatra T5   | 1972        | 1 kus         |                                       |
| Tatra T5B6 | 1976        | 2 kusy        |                                       |
| Tatra T5C5 | 1978 – 1984 | 322 kusů      |                                       |
| Tatra T5A5 | 1981        | 1 kus         |                                       |
| Tatra T6B5 | 1983 – 2003 | 1279 kusů     | některé vozy vyrobila firma Tatra-Jug |
| Tatra T6A2 | 1985 – 1999 | 256 kusů      |                                       |
| Tatra T7B5 | 1988 – 1993 | 8 kusů        |                                       |
| Tatra T6A5 | 1991 – 1998 | 297 kusů      |                                       |
| Tatra T3R  | 1997        | 10 kusů       | modernizovaná verze typu T3           |
| Tatra T3RF | 1997 – 1999 | 8 kusů        | modernizovaná verze typu T3           |
| Tatra T6C5 | 1998        | 1 kus         |                                       |
| ∑          | 1951 – 2003 | 19948 kusů    |                                       |

## Seznam kloubových tramvají typů KT a RT
První česká článková (kloubová) tramvaj K1 vznikla na začátku 60. let 20. století odvozením od tehdy vyráběného standardního typu T3. První českou nízkopodlažní tramvají se stal prototyp vozu RT6N1 z roku 1993.

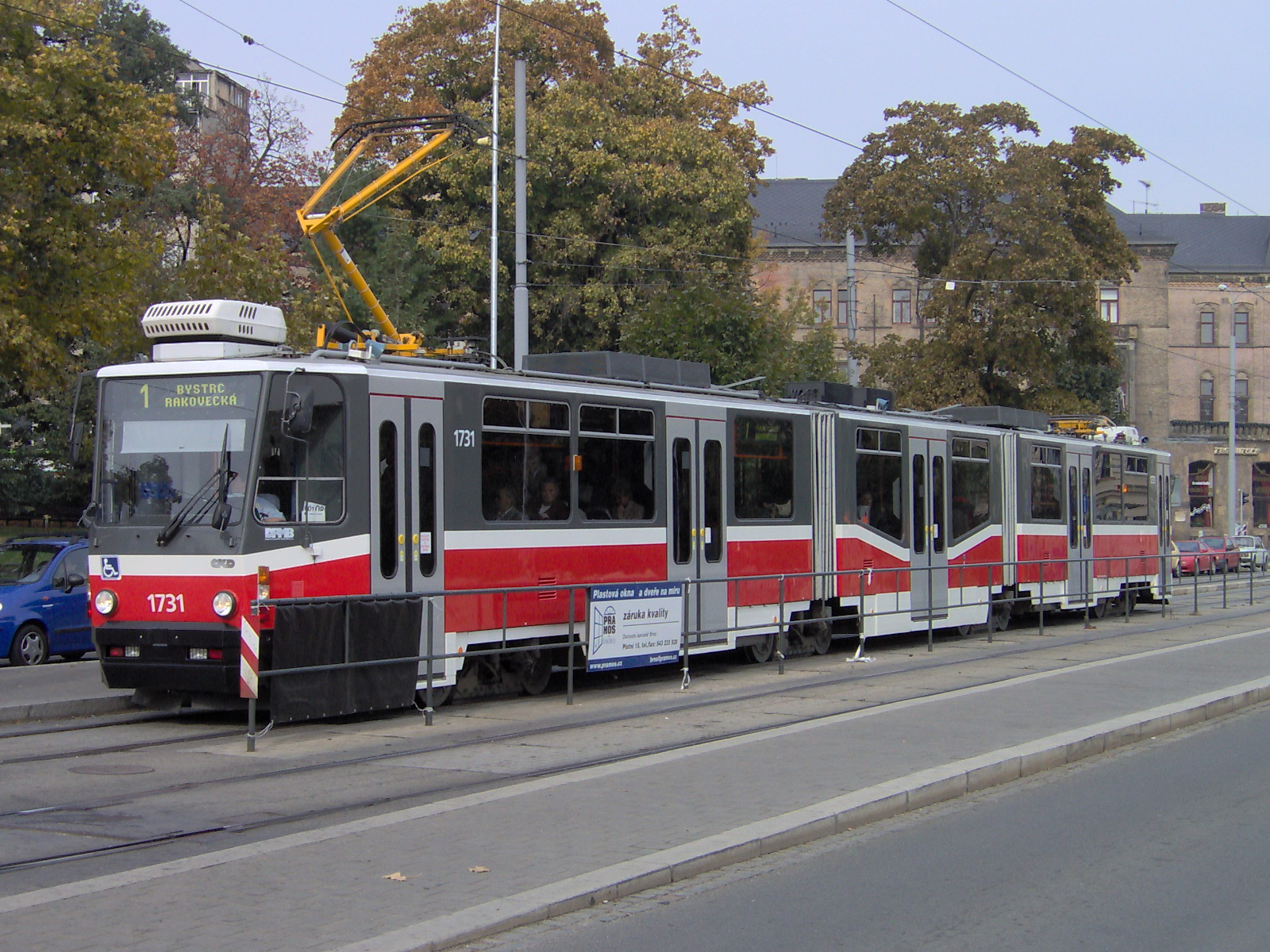
Brněnská tramvaj KT8D5N

| Typ          | Roky výroby | Vyrobeno vozů | Poznámky                        |
| ------------ | ----------- | ------------- | ------------------------------- |
| Tatra K1     | 1964        | 2 kusy        |                                 |
| Tatra K2     | 1966 – 1983 | 570 kusů      |                                 |
| Tatra K5     | 1967 – 1973 | 200 kusů      |                                 |
| Tatra KT4    | 1973 – 1997 | 1748 kusů     |                                 |
| Tatra KT8D5  | 1984 – 1993 | 199 kusů      |                                 |
| Tatra RT6N1  | 1993 – 1998 | 19 kusů       | některé vozy vyrobila firma HCP |
| Tatra RT8D5  | 1994 – 1998 | 74 kusů       |                                 |
| Tatra RT6S   | 1996        | 1 kus         |                                 |
| Tatra KT8D5N | 1998 – 1999 | 7 kusů        | modernizovaná verze typu KT8D5  |
| ∑            | 1964 – 1999 | 2870 kusů     |                                 |

## Seznam vlečných vozů typu B
ČKD zkonstruovala také tři typy tramvajových vlečných vozů, které byly exportovány především do NDR.

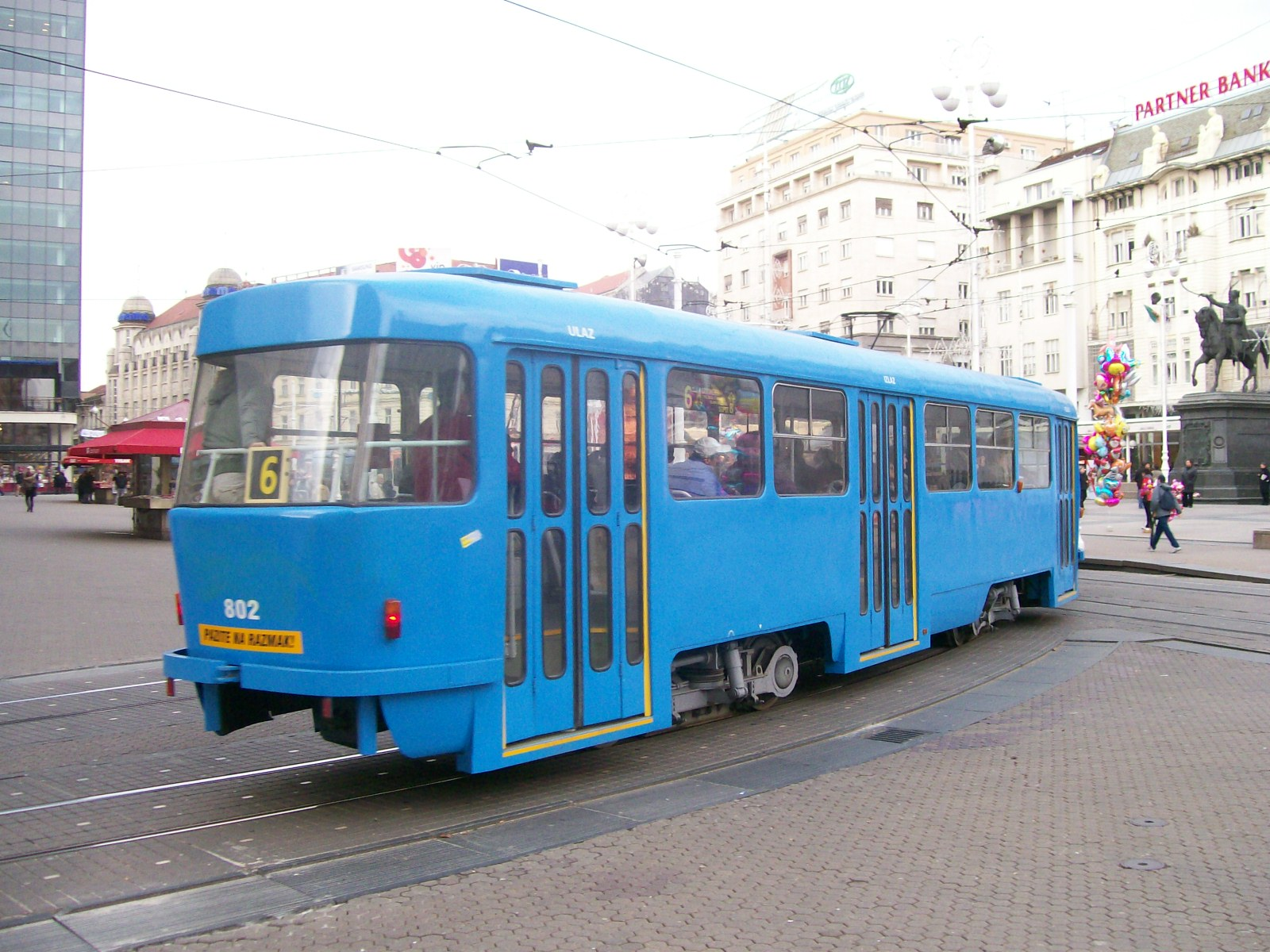
Vlečný vůz B4 v Záhřebu

| Typ        | Roky výroby | Počet vyrobených vozů | Poznámky |
| ---------- | ----------- | --------------------- | -------- |
| Tatra B4   | 1967 – 1987 | 874 kusů              |          |
| Tatra B3   | 1973 – 1988 | 122 kusů              |          |
| Tatra B6A2 | 1985 – 1990 | 92 kusů               |          |
| ∑          | 1967 – 1990 | 1088 kusů             |          |